# Macaba Johnson
Macaba Johnson (Luanda, 23 de noviembre de 1978) es un futbolista angoleño que juega como delantero.
Debutó en el brasileño Sociedade Esportiva do Gama en 2000 y jugó luego en el Sociedade Esportiva do Gama y el Fluminense de Feira. Posteriormente fichó por el Malatyaspor turco para luego volver a Brasil, donde pasó por el Portuguesa Desportos y el Goiás Esporte Clube en Brasil. En la actualidad juega en el Santa Cruz Futebol Clube, un equipo radicado en el estado de Pernambuco que juega en la Serie B del  Campeonato Brasileño de Fútbol.
Johnson es más conococido en Brasil que en su país de nacimiento, donde su convocatoria para la Copa Africana de Naciones de 2006 suscitó dudas.